# Coupe de la Ligue portugaise de football 2008-2009
Navigation
Coupe de la Ligue 2007-2008 Coupe de la Ligue 2009-2010
La coupe de la ligue portugaise de football 2008-2009 (pt : Taça da liga), est la deuxième édition de la coupe de la Ligue portugaise de football. Elle est également appelée Carlsberg Cup pour des raisons de sponsoring. Les 16 équipes de première division (Primera Liga) et les 16 équipes de deuxième division (Liga de Honra) participent à cette compétition soit 32 équipes. Cette deuxième édition est gagnée par Benfica.

## Déroulement de la compétition

### Calendrier
| Tour | Nom            | Date                                                             | Participants    |
| 1    | Premier tour   | 2, 9 et 10 août 2008                                             | 16              |
| 2    | Deuxième tour  | 16 et 17 août, 24 septembre, 12 et 29 octobre et 5 novembre 2008 | 18 (8+10 de PL) |
| 3    | Troisième tour | 14 décembre 2008 et 7, 8, 14, 17 et 18 janvier 2009              | 12 (6+6 de PL)  |
| 4    | Demi-finales   | 4 février 2009                                                   | 4               |
| 5    | Finale         | 21 mars 2009                                                     | 2               |

### Participants
- Entre parenthèses, figure le classement de la saison dernière

| Clubs de Primera Liga (16)                  | Clubs de Liga de Honra (16)                 |
| arrivent au 3e tour                         | arrivent au 1er tour (têtes de séries)      |
| ------------------------------------------- | ------------------------------------------- |
| Porto (1er PL)                              | Paços de Ferreira (15e PL) Boavista (9e PL) |
| Sporting CP (2e PL)                         | União de Leiria (16e PL)                    |
| V. Guimarães (3e PL)                        | Vizela (3e LH)                              |
| Benfica (4e PL)                             | Gil Vicente (4e LH)                         |
| Marítimo (5e PL)                            | Olhanense (5e LH)                           |
| Vitória de Setúbal (6e PL)                  | Beira-Mar (6e LH)                           |
| arrivent au 2e tour (têtes de séries)       | Estoril-Praia (7e LH)                       |
| Sp. Braga (7e PL)                           | Desportivo das Aves (8e LH)                 |
| Belenenses (8e PL)                          | arrivent au 1er tour (non-têtes de séries)  |
| Boavista (9e PL) Paços de Ferreira (15e PL) | Varzim (9e LH)                              |
| Nacional (10e PL)                           | Santa Clara (10e LH)                        |
| Naval (11e PL)                              | Portimonense (11e LH)                       |
| Académica (12e PL)                          | Gondomar (12e LH)                           |
| arrivent au 2e tour (non-têtes de séries)   | Freamunde (13e LH)                          |
| Estrela da Amadora (13e PL)                 | Feirense (14e LH)                           |
| Leixões (14e PL)                            | Oliveirense (Champ. IID)                    |
| Trofense (1er LH)                           | Covilhã (Fin. IID)                          |
| Rio Ave (2e LH)                             |                                             |

Légende : (PL) = Primera Liga, (LH) = Liga de Honra, (IID) = II Divisão

## Premier tour

### Format
- Ce premier tour est joué entre les 16 équipes de deuxième division[3].
- Les rencontres sont disputées les 2, 9 et 10 août 2008.
- Ce tour se dispute par matchs aller-retour contrairement à la saison dernière[4].
- En cas d'égalité à l'issue des deux matchs, il n'y a pas de prolongation et la qualification se joue lors de la séance de tirs au but.

### Tirage au sort
- Il est effectué le 3 juillet 2008 en même temps que celui du deuxième tour[5].
- Les équipes sont réparties en deux pots : 
  - Dans le Pot A, se trouvent les deux relégués de la saison précédente de Primera Liga (Paços de Ferreira et União de Leiria) ainsi que les équipes ayant terminé entre la 3e et la 8e place lors de la saison précédente de Liga de Honra. Boavista est rétrogradé par la suite en Liga de Honra et prend la place de Paços de Ferreira.
  - Dans le Pot B, se trouvent les équipes ayant terminé entre la 9e et la 14e place lors de la saison précédente de deuxième division ainsi que les promus Oliveirense et Covilhã issus de la II Divisão.
- Les équipes du Pot A se déplacent au match aller chez les équipes du Pot B avant de les recevoir au retour.

| Pot A                     | Pot B        |
| ------------------------- | ------------ |
| Paços de FerreiraBoavista | Varzim       |
| União de Leiria           | Santa Clara  |
| Vizela                    | Portimonense |
| Gil Vicente               | Gondomar     |
| Olhanense                 | Freamunde    |
| Beira-Mar                 | Feirense     |
| Estoril-Praia             | Oliveirense  |
| Desportivo das Aves       | Covilhã      |

### Résultats
| Numéro | Dates        | Équipe 1          | Aller | Cumul            | Retour | Équipe 2                 |
| ------ | ------------ | ----------------- | ----- | ---------------- | ------ | ------------------------ |
| 1      | 2 et 9 août  | (LH) Feirense     | 1-2   | 1-2              | 0-0    | Vizela (LH)              |
| 2      | 2 et 10 août | (LH) Santa Clara  | 0-0   | 1-2              | 1-2    | Olhanense (LH)           |
| 3      | 2 et 10 août | (LH) Oliveirense  | 0-1   | 1-2              | 1-1    | Estoril-Praia (LH)       |
| 4      | 2 et 9 août  | (LH) Varzim       | 0-0   | 0-1              | 0-1    | União de Leiria (LH)     |
| 5      |              | (LH) Covilhã      |       | forf.            |        | Boavista (LH)            |
| 6      | 2 et 10 août | (LH) Freamunde    | 3-1   | 3-3 (4-2 t.a.b.) | 0-2    | Desportivo das Aves (LH) |
| 7      | 2 et 9 août  | (LH) Portimonense | 0-2   | 1-4              | 1-2    | Gil Vicente (LH)         |
| 8      | 2 et 10 août | (LH) Gondomar     | 3-1   | 3-3 (5-4 t.a.b.) | 0-2    | Beira-Mar (LH)           |

Légende : (LH) = Liga de Honra

## Deuxième tour

### Format
- Ce deuxième tour est joué entre les équipes qualifiées du premier tour, les huit clubs de Primera Liga 2007-2008 (première division) classés de la septième à la quinzième place et les deux équipes promues de Liga de Honra 2007-2008 (deuxième division)[3].
- Les rencontres sont disputées les 16 et 17 août, 24 septembre, 12 et 29 octobre et 5 novembre 2008.
- Ce tour se dispute sous forme de poules de trois équipes. Chaque équipe reçoit et se déplace une fois. L'ordre des matchs est le suivant :
  - Match 1 : L'équipe 1 reçoit l'équipe 2
  - Match 2 : L'équipe 2 reçoit l'équipe 3
  - Match 3 : L'équipe 3 reçoit l'équipe 1.
- Le premier de chaque poule est qualifié pour le tour suivant.
- En cas d'égalité, les critères suivants sont utilisés :

1. Différence de buts
2. Nombre de buts marqués
3. Plus petit âge moyen des joueurs utilisés[3].

### Tirage au sort
- Il est effectué le 3 juillet 2008 en même temps que celui du premier tour[5].
- Les équipes sont réparties en deux pots : 
  - Dans le Pot A, se trouvent les équipes classées de la 7e à la 12e place lors de la saison précédente de Primera Liga. Ces équipes sont déjà affectées à leur poule. Ainsi, le 7e est placé dans la poule A, le 8e est placé dans la poule B et ainsi de suite jusqu'à la poule F. Ces équipes se voient attribuer le numéro 1.
  - Dans le Pot B, se trouvent toutes les autres équipes.
- Chaque poule est donc formée d'une équipe du Pot A et deux équipes du pot B.

| Pot A                      | Pot B                       | Pot B                         |
| -------------------------- | --------------------------- | ----------------------------- |
| Sp. Braga                  | Leixões                     | Estrela da Amadora            |
| Belenenses                 | Trofense                    | Rio Ave                       |
| Boavista Paços de Ferreira | Vainqueur 1 (Vizela)        | Vainqueur 2 (Olhanense)       |
| Nacional                   | Vainqueur 3 (Estoril-Praia) | Vainqueur 4 (União de Leiria) |
| Naval                      | Vainqueur 5 (Covilhã)       | Vainqueur 6 (Freamunde)       |
| Académica                  | Vainqueur 7 (Gil Vicente)   | Vainqueur 8 (Gondomar)        |

| # | Groupe A  | Groupe B                  | Groupe C             | Groupe D                      | Groupe E                    | Groupe F                |
| - | --------- | ------------------------- | -------------------- | ----------------------------- | --------------------------- | ----------------------- |
| 1 | Sp. Braga | Belenenses                | Paços de Ferreira    | Nacional                      | Naval                       | Académica               |
| 2 | Leixões   | Vainqueur 5 (Covilhã)     | Estrela da Amadora   | Trofense                      | Vainqueur 3 (Estoril-Praia) | Vainqueur 6 (Freamunde) |
| 3 | Rio Ave   | Vainqueur 7 (Gil Vicente) | Vainqueur 1 (Vizela) | Vainqueur 4 (União de Leiria) | Vainqueur 2 (Olhanense)     | Vainqueur 8 (Gondomar)  |

### Résultats

#### Groupe A
Source : ligaportugal.pt
| Rang | Équipe         | Pts | J | G | N | P | Bp | Bc | Diff |  | Résultats (▼ dom., ► ext.) | Rio | Bra | Lei |
| ---- | -------------- | --- | - | - | - | - | -- | -- | ---- |  | -------------------------- | --- | --- | --- |
| 1    | Rio Ave (PL)   | 6   | 2 | 2 | 0 | 0 | 3  | 1  | +2   |  | Rio Ave                    |     | 1-0 |     |
| 2    | Sp. Braga (PL) | 3   | 2 | 1 | 0 | 1 | 4  | 1  | +3   |  | Braga                      |     |     | 4-0 |
| 3    | Leixões (PL)   | 0   | 2 | 0 | 0 | 2 | 1  | 6  | -5   |  | Leixões                    | 1-2 |     |     |

Légende : (PL) = Primera Liga

#### Groupe B
Source : ligaportugal.pt
| Rang | Équipe           | Pts | J | G | N | P | Bp | Bc | Diff |  | Résultats (▼ dom., ► ext.) | Bel | Gil | Cov |
| ---- | ---------------- | --- | - | - | - | - | -- | -- | ---- |  | -------------------------- | --- | --- | --- |
| 1    | Belenenses (PL)  | 4   | 2 | 1 | 1 | 0 | 1  | 0  | +1   |  | Belenenses                 |     |     | 0-0 |
| 2    | Gil Vicente (LH) | 3   | 2 | 1 | 0 | 1 | 2  | 2  | 0    |  | Gil Vicente                | 0-1 |     |     |
| 3    | Covilhã (LH)     | 1   | 2 | 0 | 1 | 1 | 1  | 2  | -1   |  | Covilhã                    |     | 1-2 |     |

Légende : (PL) = Primera Liga, (LH) = Liga de Honra

#### Groupe C
Source : ligaportugal.pt
| Rang | Équipe                  | Pts | J | G | N | P | Bp | Bc | Diff |  | Résultats (▼ dom., ► ext.) | Paç | Est | Viz |
| ---- | ----------------------- | --- | - | - | - | - | -- | -- | ---- |  | -------------------------- | --- | --- | --- |
| 1    | Paços de Ferreira (PL)  | 6   | 2 | 2 | 0 | 0 | 4  | 1  | +3   |  | Paços                      |     | 2-1 |     |
| 2    | Estrela da Amadora (PL) | 3   | 2 | 1 | 0 | 1 | 5  | 3  | +2   |  | Amadora                    |     |     | 4-1 |
| 3    | Vizela (LH)             | 0   | 2 | 0 | 0 | 2 | 1  | 6  | -5   |  | Vizela                     | 0-2 |     |     |

Légende : (PL) = Primera Liga, (LH) = Liga de Honra

#### Groupe D
Source : ligaportugal.pt
| Rang | Équipe               | Pts | J | G | N | P | Bp | Bc | Diff |  | Résultats (▼ dom., ► ext.) | Nac | Lei | Tro |
| ---- | -------------------- | --- | - | - | - | - | -- | -- | ---- |  | -------------------------- | --- | --- | --- |
| 1    | Nacional (PL)        | 3   | 2 | 1 | 0 | 1 | 2  | 1  | +1   |  | Nacional                   |     |     | 2-0 |
| 2    | União de Leiria (LH) | 3   | 2 | 1 | 0 | 1 | 1  | 1  | 0    |  | Leiria                     | 1-0 |     |     |
| 3    | Trofense (PL)        | 3   | 2 | 1 | 0 | 1 | 1  | 2  | -1   |  | Trofense                   |     | 1-0 |     |

Légende : (PL) = Primera Liga, (LH) = Liga de Honra

#### Groupe E
Source : ligaportugal.pt
| Rang | Équipe             | Pts | J | G | N | P | Bp | Bc | Diff |  | Résultats (▼ dom., ► ext.) | Olh | Est | Nav |
| ---- | ------------------ | --- | - | - | - | - | -- | -- | ---- |  | -------------------------- | --- | --- | --- |
| 1    | Olhanense (LH)     | 3   | 2 | 1 | 0 | 1 | 3  | 2  | +1   |  | Olhanense                  |     |     | 2-0 |
| 2    | Estoril-Praia (LH) | 3   | 2 | 1 | 0 | 1 | 4  | 4  | 0    |  | Estoril                    | 2-1 |     |     |
| 3    | Naval (PL)         | 3   | 2 | 1 | 0 | 1 | 3  | 4  | -1   |  | Naval                      |     | 3-2 |     |

Légende : (PL) = Primera Liga, (LH) = Liga de Honra

#### Groupe F
Source : ligaportugal.pt
| Rang | Équipe         | Pts | J | G | N | P | Bp | Bc | Diff |  | Résultats (▼ dom., ► ext.) | Aca | Gon | Fre |
| ---- | -------------- | --- | - | - | - | - | -- | -- | ---- |  | -------------------------- | --- | --- | --- |
| 1    | Académica (PL) | 4   | 2 | 1 | 1 | 0 | 3  | 1  | +2   |  | Académica                  |     |     | 1-1 |
| 2    | Gondomar (LH)  | 3   | 2 | 1 | 0 | 1 | 1  | 2  | -1   |  | Gondomar                   | 0-2 |     |     |
| 3    | Freamunde (LH) | 1   | 2 | 0 | 1 | 1 | 1  | 2  | -1   |  | Freamunde                  |     | 0-1 |     |

Légende : (PL) = Primera Liga, (LH) = Liga de Honra

## Troisième tour

### Format
- Ce troisième tour est joué avec les équipes qualifiées du second tour et les six premiers de la Primera Liga 2007-2008.
- Les rencontres sont disputées les 14 décembre 2008 et 7, 8, 14, 17 et 18 janvier 2009.
- Ce tour se dispute sous forme de poules de quatre équipes. Chaque équipe joue trois matchs. Les clubs entrants lors de ce tour jouent deux matchs à domicile, les autres un seul. L'ordre des matchs est le suivant :
  - Journée 1 : L'équipe 1 reçoit l'équipe 2 et l'équipe 3 reçoit l'équipe 4
  - Journée 2 : L'équipe 2 reçoit l'équipe 3 et l'équipe 4 reçoit l'équipe 1
  - Journée 3 : L'équipe 1 reçoit l'équipe 3 et l'équipe 2 reçoit l'équipe 4.
- Les vainqueurs de poules et le meilleur deuxième sont qualifiés pour le tour suivant.
- En cas d'égalité, les critères suivants sont utilisés :

1. Différence de buts
2. Nombre de buts marqués
3. Plus petit âge moyen des joueurs utilisés[3].

### Tirage au sort
- Il est effectué le 13 novembre 2008[7].
- Les équipes sont réparties de la façon suivante : 
  - Dans le groupe A, se trouvent les équipes classées 1re et 6e lors de la saison précédente de Primera Liga. Ces équipes sont respectivement numérotées 1 et 2.
  - Dans le groupe B, se trouvent les équipes classées 2e et 5e lors de la saison précédente de Primera Liga. Ces équipes sont respectivement numérotées 1 et 2.
  - Dans le groupe C, se trouvent les équipes classées 3e et 4e lors de la saison précédente de Primera Liga. Ces équipes sont respectivement numérotées 1 et 2.
  - Les six équipes qualifiées du second tour sont réparties par tirage au sort à raison de deux équipes par poule[3].

| # | Groupe A           | Groupe B          | Groupe C     |
| - | ------------------ | ----------------- | ------------ |
| 1 | Porto              | Sporting CP       | V. Guimarães |
| 2 | Vitória de Setúbal | Marítimo          | Benfica      |
| 3 | Académica          | Paços de Ferreira | Olhanense    |
| 4 | Nacional           | Rio Ave           | Belenenses   |

### Résultats

#### Groupe A
Source : www.ligaportugal.pt
| Rang | Équipe                  | Pts | J | G | N | P | Bp | Bc | Diff |  | Résultats (▼ dom., ► ext.) | Por | Nac | Aca | Vit |
| ---- | ----------------------- | --- | - | - | - | - | -- | -- | ---- |  | -------------------------- | --- | --- | --- | --- |
| 1    | Porto (PL)              | 6   | 3 | 2 | 0 | 1 | 4  | 3  | +1   |  | Porto                      |     |     | 1-0 | 2-1 |
| 2    | Nacional (PL)           | 4   | 3 | 1 | 1 | 1 | 3  | 3  | 0    |  | Nacional                   | 2-1 |     |     |     |
| 3    | Académica (PL)          | 4   | 3 | 1 | 1 | 1 | 3  | 3  | 0    |  | Académica                  |     | 1-1 |     |     |
| 4    | Vitória de Setúbal (PL) | 3   | 3 | 1 | 0 | 2 | 3  | 4  | -1   |  | Vitória                    |     | 1-0 | 1-2 |     |

Légende : (PL) = Primera Liga

#### Groupe B
Source : www.ligaportugal.pt
| Rang | Équipe                 | Pts | J | G | N | P | Bp | Bc | Diff |  | Résultats (▼ dom., ► ext.) | Spo | Rio | Mar | Paç |
| ---- | ---------------------- | --- | - | - | - | - | -- | -- | ---- |  | -------------------------- | --- | --- | --- | --- |
| 1    | Sporting CP (PL)       | 9   | 3 | 3 | 0 | 0 | 9  | 1  | +8   |  | Sporting                   |     |     | 3-0 | 5-1 |
| 2    | Rio Ave (PL)           | 3   | 3 | 1 | 0 | 2 | 3  | 4  | -1   |  | Rio Ave                    | 0-1 |     |     |     |
| 3    | Marítimo (PL)          | 3   | 3 | 1 | 0 | 2 | 3  | 6  | -3   |  | Marítimo                   |     | 1-2 |     | 2-1 |
| 4    | Paços de Ferreira (PL) | 3   | 3 | 1 | 0 | 2 | 4  | 8  | -4   |  | Paços                      |     | 2-1 |     |     |

Légende : (PL) = Primera Liga

#### Groupe C
Source : www.ligaportugal.pt
| Rang | Équipe            | Pts | J | G | N | P | Bp | Bc | Diff |  | Résultats (▼ dom., ► ext.) | Ben | Vit | Bel | Olh |
| ---- | ----------------- | --- | - | - | - | - | -- | -- | ---- |  | -------------------------- | --- | --- | --- | --- |
| 1    | Benfica (PL)      | 9   | 3 | 3 | 0 | 0 | 7  | 1  | +6   |  | Benfica                    |     |     | 1-0 | 4-1 |
| 2    | V. Guimarães (PL) | 4   | 3 | 1 | 1 | 1 | 3  | 2  | +1   |  | V. Guimarães               | 0-2 |     |     | 3-0 |
| 3    | Belenenses (PL)   | 4   | 3 | 1 | 1 | 1 | 2  | 1  | +1   |  | Belenenses                 |     | 0-0 |     |     |
| 4    | Olhanense (LH)    | 0   | 3 | 0 | 0 | 3 | 1  | 9  | -8   |  | Olhanense                  |     |     | 0-2 |     |

Légende : (PL) = Primera Liga, (LH) = Liga de Honra

## Phase finale

### Demi-finales

#### Format
- Les demi-finales ont lieu le 4 février 2009.
- En cas d'égalité, à la fin du temps réglementaire, une séance de tirs au but départage les équipes[3].
- Dans chacune des rencontres tirées au sort, l'équipe qui a le meilleur bilan lors de la phase précédente reçoit en demi-finale.

#### Résultats
| 4 février 2009 | Benfica                       | 2 - 1   | V. Guimarães                             | Estádio da Luz, Lisbonne                     |                                              |
|                | Arnolin 69e (csc) · Aimar 87e | (0 - 0) | Meireles 31e · Alves 38e · Desmarets 89e | Spectateurs : 13 648 Arbitrage : Soares Dias | Spectateurs : 13 648 Arbitrage : Soares Dias |
|                | Rapport                       |         |                                          | Spectateurs : 13 648 Arbitrage : Soares Dias | Spectateurs : 13 648 Arbitrage : Soares Dias |

| 4 février 2009 | Sporting CP                                                                                                  | 4 - 1   | Porto                                                  | Estádio José Alvalade, Lisbonne                |                                                |
|                | Postiga 19e · Romagnoli 35e (pen.) · Romagnoli 48e (pen.) · Tonel 59e · Derlei 65e · Derlei 80e · Adrien 83e | (1 - 1) | Sektioui 9e · Benítez 36e · Sektioui 53e · Emanuel 68e | Spectateurs : 17 748 Arbitrage : Carlos Xistra | Spectateurs : 17 748 Arbitrage : Carlos Xistra |
|                | Rapport |         |                                                        | Spectateurs : 17 748 Arbitrage : Carlos Xistra | Spectateurs : 17 748 Arbitrage : Carlos Xistra |

### Finale

#### Format
- Elle se déroule le 21 mars 2009 à l'Estádio Algarve à Faro.
- En cas d'égalité à l'issue du match, une séance de tirs au but est disputée[3].

#### Résultat
| 21 mars 2009                                         | Sporting CP                                                       | 1 – 1                                                   | Benfica                                  | Estádio Algarve, Faro                            |                                                  |
|                                                      | Silva 21e · Pereirinha 48e · Polga 61e · Moutinho 70e · Silva 73e | (0 - 0)                                                 | Reyes 41e · Vítor 69e · Reyes 75e (pen.) | Spectateurs : 27 700 Arbitrage : Lucílio Batista | Spectateurs : 27 700 Arbitrage : Lucílio Batista |
|                                                      | Rapport                                                           |                                                         |                                          | Spectateurs : 27 700 Arbitrage : Lucílio Batista | Spectateurs : 27 700 Arbitrage : Lucílio Batista |
| Romagnoli · Rochemback · Moutinho · Derlei · Postiga | Tirs au but 2 - 3                                                 | Aimar · Cardozo · Katsouranis · David Luiz · C. Martins |                                          | Spectateurs : 27 700 Arbitrage : Lucílio Batista | Spectateurs : 27 700 Arbitrage : Lucílio Batista |

## Classement des buteurs
Source : zerozero.pt
| Rang | Joueur                | Club          | Buts |
| ---- | --------------------- | ------------- | ---- |
| 1    | Liédson               | Sporting CP   | 4    |
| 2    | Leandro Almeida Silva | Estoril-Praia | 3    |
| 2    | Romagnoli             | Sporting CP   | 3    |
| 2    | Ronaldo Maczinski     | Rio Ave       | 3    |
| 2    | Djalmir               | Olhanense     | 3    |